# Nictofobia
La nictofobia (proveniente del griegos νύξ nyx ‘noche’ y φόβος fobos ‘miedo’) es una fobia caracterizada por un miedo irracional a la noche o a la oscuridad.
Es generada por una percepción distorsionada del cerebro de lo que podría pasar en medio de la oscuridad. También se le conoce como escotofobia, acluofobia, ligofobia, mictofobia o, sencillamente, miedo a la oscuridad.
Aunque es muy común en todo el mundo que los individuos puedan desarrollar un miedo irracional y excesivo a la oscuridad también es cierto que se ha investigado poco sobre esta patología. La nictofobia además es un mal erróneamente relacionado con niños, pero según explica J. Adrian Williams en su artículo Indirect Hypnotic Therapy of Nyctophobia: A Case Reports, es muy probable que los niños que hayan sufrido de un miedo a la oscuridad excesivo también puedan desarrollarla cuando sean adultos. Además, en el mismo artículo Williams expone también que puede ser muy perjudicial la nictofobia tanto en adultos, como en personas discapacitadas.

## Miedo a la oscuridad, desarrollo del concepto e investigaciones científicas
El miedo a la oscuridad, o nictofobia es común en la mayoría de los niños y en algunos casos en adultos. La nictofobia en realidad, muchas veces no es un miedo a la oscuridad en sí, sino a los riesgos que imaginamos que podrían estar latentes cuando estamos en total penumbra.

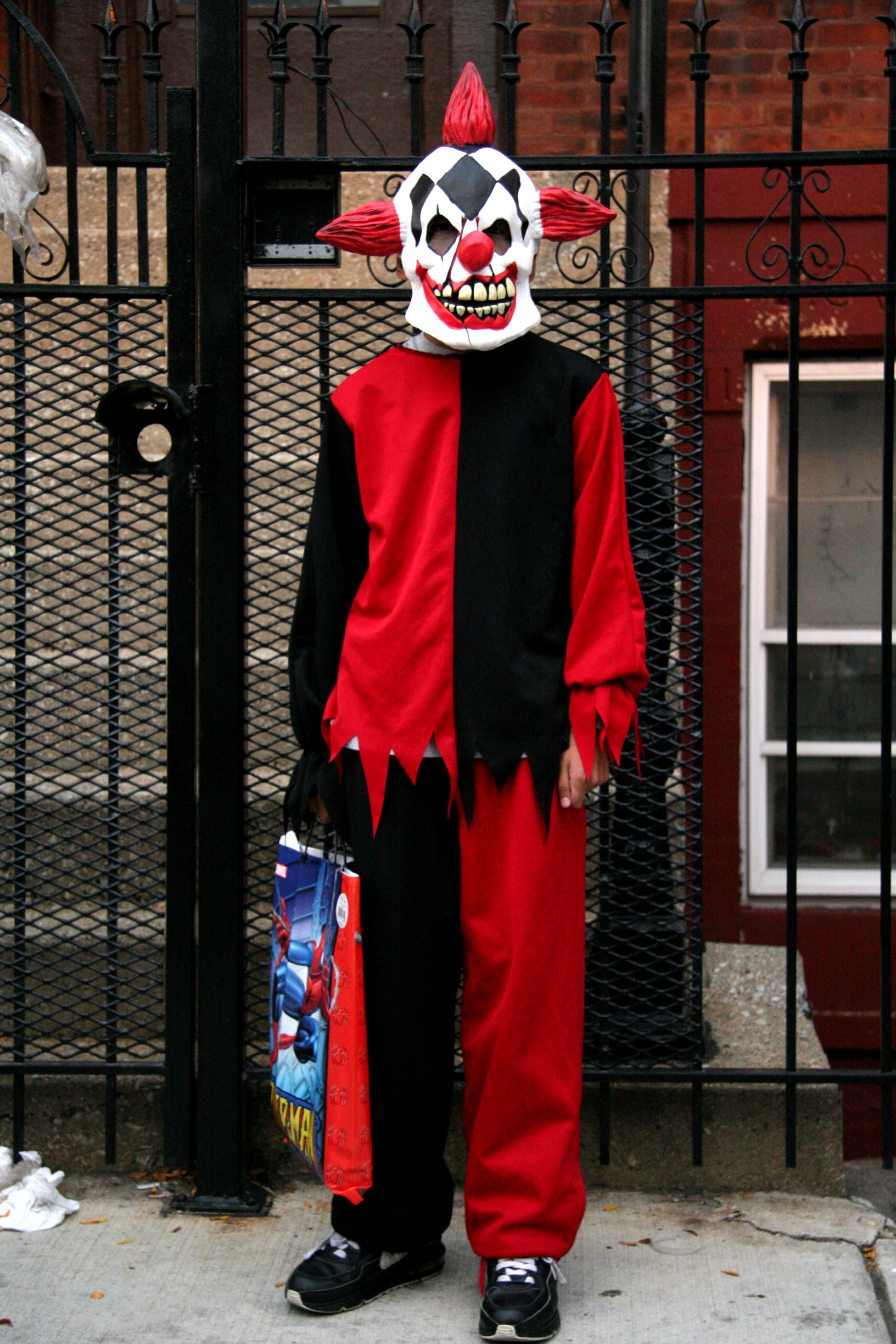
Un niño con nictofobia podría imaginarse esto en la oscuridad

Algunos grados de miedo a la oscuridad son totalmente normales especialmente en las etapas de crecimiento de los niños. Nuevas investigaciones apuntan a que el miedo a la oscuridad comienza a aparecer antes de los dos años de edad, lo que quiere decir que todos, algunos en menos o más niveles que otros, en algún momento fuimos nictofóbicos.
Cuando el miedo pasa de ser normal a obsesivo, y alcanza niveles exagerados, entonces el miedo pasa a ser patológico y debe ser atendido por un profesional de la psicología.
A pesar de que las amenazas físicas relacionadas con la oscuridad no son reales y no se tiene la constancia de la probabilidad del suceso, esto no alivia el pánico de quienes le tienen miedo. Por tales motivos la oscuridad se considera como enemiga de la razón.

### Teorías sobre la nictofobia y qué la produce
Algunos investigadores apuntan, entre los cuales se encuentra Sigmund Freud (médico y neurólogo austriaco, padre del psicoanálisis), que el miedo a la oscuridad es producido por un desorden de ansiedad producido por la separación. Esto se puede interpretar como una separación a los padres o parejas, pero también puede darse con otras personas.
Otra teoría fue propuesta en la década de los años 60, cuando científicos buscaban la molécula responsable de la memoria. En un experimento con ratas (que normalmente son animales nocturnos, fueron inducidos al miedo a la oscuridad) y una sustancia llamada scotophobin fue supuestamente extraída del cerebro de las ratas. Se afirmó que esta sustancia era la responsable de recordar el miedo a la oscuridad. Subsecuentemente estos hallazgos fueron desacreditados, y por lo tanto en la actualidad se consideran como especulación.
«Traducido de en.wikipedia.org, la versión exacta: http://en.wikipedia.org/wiki/fear_of_the_darkness, bajo licencia GFDL y CC-CI 3.0»
Hasta cierto punto, el temor a la oscuridad puede ser justificado como reacción natural de los humanos, puesto que no están preparados para ver en la oscuridad y por ello, la especie ha estado en franca desventaja ante depredadores nocturnos. Desde este punto de vista, el miedo a la oscuridad es producto del proceso evolutivo.

## Diagnóstico y tratamiento de una persona nictofóbica

### En el caso de los niños
La nictofobia está considerada como una fobia simple. Esto implica que existe una diferencia mínima entre el miedo como fobia (por lo tanto enfermedad) y el miedo normal. Se considera normal el miedo a la oscuridad en las edades comprendidas entre los 2 y los 7 años. A partir de esa edad, el miedo a la oscuridad y otros miedos comunes durante la niñez van desapareciendo de forma progresiva, debido esencialmente a que el individuo razona que los fenómenos u objetos que representaban un peligro no lo figuran en sí, y a que consigue nuevas herramientas psicológicas para defenderse a sí mismo de sus miedos debido a una elaboración mental más compleja y al mismo tiempo más elaborada.

#### Diagnóstico y síntomas
Lo primero es distinguir cuál es el mal que afecta al niño (podría ser además de miedo a la oscuridad, también pesadillas nocturnas, o una mera forma de llamar la atención). Cuando el niño tenga un miedo real a la oscuridad va a presentar un panorama un poco más difícil de entender. En algunos casos el niño no recordará nada de lo que ha provocado el susto. En otras, podría adjudicárselo a un ruido u objeto. En cuanto a la parte fisiológica el individuo mostrará temblores, pulsos rápidos, sudores y angustia. Si hubiese sido una pesadilla los síntomas habrían sido más leves. Esto se dará durante las etapas de sueño menos profundas.
Los ataques de nictofobia pueden presentarse de distintas maneras, pero en general el aumento del ritmo cardíaco, la sudoración, cistitis, vómitos, mareos y bloqueo mental son indicadores frecuentes de un caso real.

#### Intervención
La nictofobia tiende a curarse por sí sola, y si el problema es leve, algunos especialista en la psicología infantil recomienda no llevar tratamiento terapéutico, sino solucionarlo en casa. Entre las medidas que se pueden tomar están encender una bombilla de baja intensidad para que la oscuridad no sea total. Cuando el problema se da muchas veces lo mejor cuando se actúa en el momento es tratar de tranquilizar al niño y darle seguridad. En la mayoría de los casos no se necesita intervención de un profesional, pero si el problema continua y no hay mejoras ese es el paso a tomar.

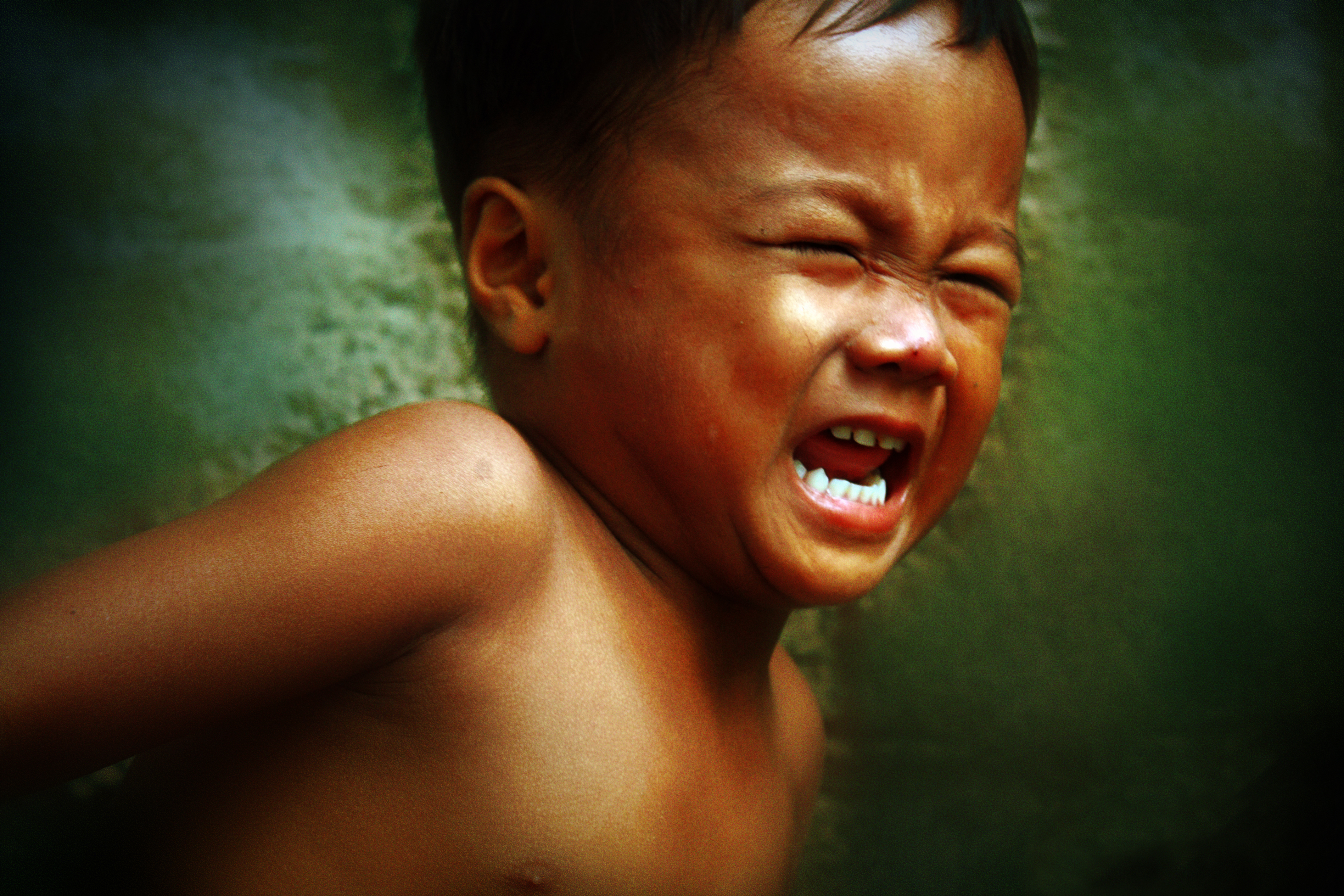
Niño llorando en total penumbra. Síntoma de Nictofobia.

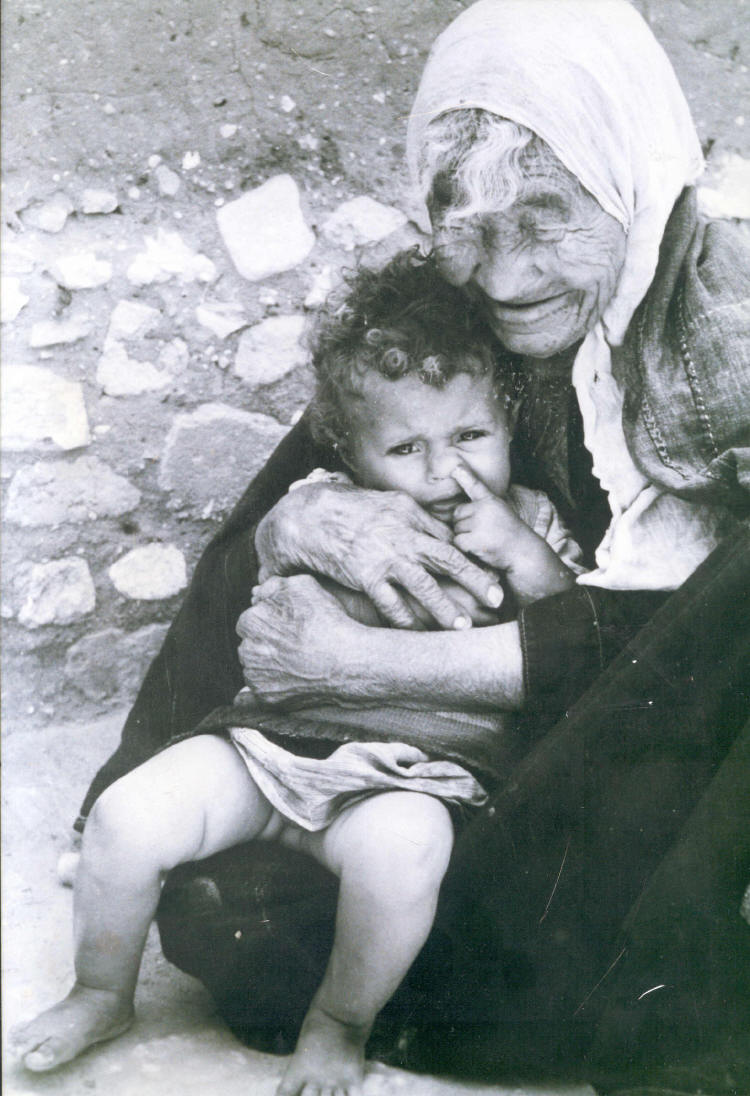
Abuela consolando a niño. Esto puede dar confianza al infante para que enfrente sus miedos.

Las formas de tratamiento más comunes son:
- Inmersión o terapia implosiva: Consiste en exponer al niño a un ambiente oscuro para que emplee métodos de control y relajación a fin de superar la fobia. Se debe tener en cuenta que si el niño escapará de la situación de inmersión esto podría provocar un agravamiento de la fobia. Esto, sumado a que resulta traumático para los padres y los niños, resulta poco conveniente aplicar esta técnica. Aunque la aplicación de la misma ha comprobado ser efectiva en gran parte de los casos.[11][15]

- Insensibilización o terapia conductista de desinsensibiliazación: La técnica consiste en estimular al niño en un ambiente de relajación, exponiéndolo de forma pausada y controlada al motivo de la fobia.[11][15]

Ambas maneras de controlar la fobia pueden ser potencializadas con tratamiento psicoterapéutico en casos muy graves, y de ser necesario farmacológicos.

### La nictofobia relacionada con otros males infantiles
La niñez es la edad donde somos más vulnerables, tanto en los males físicos como psicológicos. Dependiendo de como los padres sobrepasen esos males, los niños podrían ser marcados de por vida.
La nictofobia es un mal muy común pero debe distinguirse entre tener pesadillas y el terror nocturno, puesto que aunque están muy relacionados, ambos deben de tratarse de forma diferente. De todos modos males como autofobia (miedo a quedarse solo), la bogifobia, la claustrofobia, la coulrofobia, la entomofobia, la escopofobia y muchos otros pueden tener relación.
Puede también ser una comorbilidad en algunos casos de trastornos del espectro autista.